# Air Holland
Air Holland — колишня авіакомпанія Нідерландів зі штаб-квартирою в місті Гарлемермер, яка працювала у сфері регулярних та чартерних комерційних авіаперевезень з 1984 по 2004 роки, а також надавала послуги «мокрого» лізингу (оренда літаків разом з екіпажами) іншим авіакомпаніям.

## Історія
Авіакомпанія Air Holland була заснована в 1984 році приватним інвестором Джоном Блоком.
У 1990-х перевізника безуспішно намагалася викупити інша нідерландська авіакомпанія Transavia Airlines.
До кінця 1990 року чистий збиток Air Holland склав близько 30 мільйонів нідерландських гульденів, тому в наступному році у зв'язку новими фінансовими проблемами авіакомпанія була змушена призупинити операційну діяльність. У грудні 1991 року Air Holland відновила авіаперевезення, на чолі компанії до того часу став інший менеджер — А. Р. Маркс.
25 березня 2004 року авіакомпанія остаточно припинила всю діяльність у зв'язку з поточними збитками і утворилася заборгованістю за кредитами.

## Повітряний флот
Авіакомпанія Air Holland експлуатувала такі повітряні судна:
- Boeing-727-200 — 3 од., реєстраційні номери PH-AHB, PH-AHD і PH-AHZ
- Boeing 737-300 — 3 од., реєстраційні PH-OZA, PH-OZB і PH-OZC
- Boeing 757-200 — 10 од., реєстраційні PH-AHE, PH-AHF, PH-AHI, PH-AHK, PH-AHL, PH-AHN, PH-AHO, PH-AHP, PH-AHS і PH-AHT
- Boeing 767-200ER — 2 од., реєстраційні G-BRIF і PH-AHM (другий літак знаходився в «мокрому» лізингу в авіакомпанії Air Aruba)
- Boeing 767-300ER — 4 од., реєстраційні PH-AHR, PH-AHQ, PH-AHX і PH-AHY

## Імена літаків

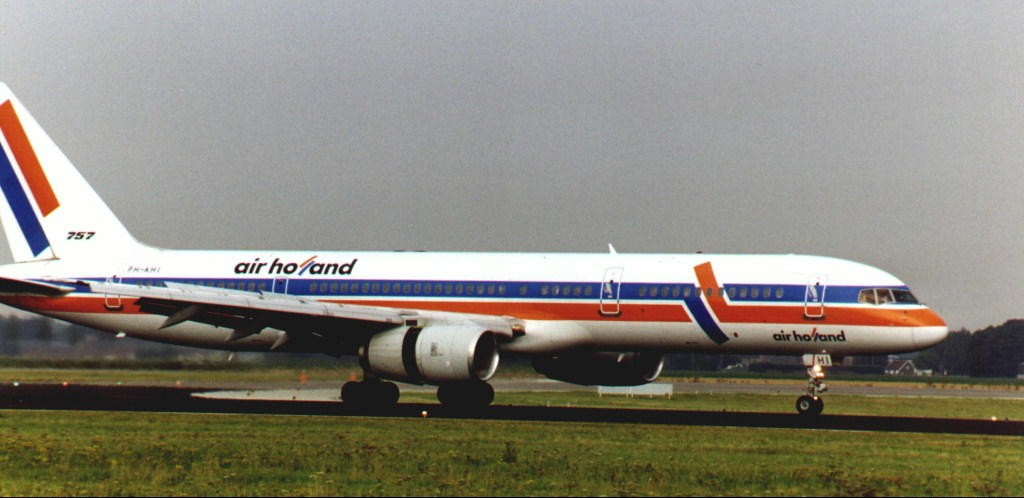
Boeing 757-27B авіакомпанії Air Holland (реєстраційний PH-AHI) в амстердамському аеропорту Схіпхол

- PH-AHE — «Soldaat van Oranje»
- PH-AHI — «Majoor Alida Bosshardt»
- PH-AHF — «Koningin Wilhelmina»
- PH-AHT і PH-AHS — «Grace»